# Mimosa ourobrancoensis
Mimosa ourobrancoensis är en ärtväxtart som beskrevs av Arturo Erhardo Erardo Burkart. Mimosa ourobrancoensis ingår i släktet mimosor, och familjen ärtväxter. Inga underarter finns listade i Catalogue of Life.